# Hexacylloepus horni
Hexacylloepus horni är en skalbaggsart som beskrevs av Hinton 1937. Hexacylloepus horni ingår i släktet Hexacylloepus och familjen bäckbaggar. Inga underarter finns listade i Catalogue of Life.